# Indiana Teller
 (février 2019).
Indyana Teller est une série littéraire de fantasy en quatre tomes, créée par Sophie Audouin-Mamikonian, autrice de la série à succès Tara Duncan, mettant en scène un héros du nom d'Indiana Teller. On retrouve dans le tome un cortège de créatures magiques tels des loups-garous, des sorciers et des sorcières, des vampires, des fées et des elfes.

## Les tomes

### Lune de printemps
Premier tome de la série, ce roman a été publié le 11 mars 2011 aux éditions Michel Lafon. Les premières pages sont disponibles, c'est une habitude de la part de l'auteur, à la lecture sur Internet.
 (décembre 2014).
- Si vous ne connaissez pas le sujet, laissez ce bandeau (vous pouvez alors contacter les auteurs).
- Si vous supprimez le contenu mis en cause (vous pouvez préalablement contacter les auteurs),

argumentez précisément cette suppression dans la page de discussion
(un manque de référence n'est pas un argument ; une recherche réelle de référence doit avoir été effectuée, être formellement documentée).
Prologue :Indiana Teller est un jeune humain vivant parmi l’un des plus puissants clans de loups-garous d’Amérique du Nord. Pour survivre et cacher le secret de l’existence des lycanthropes, sa famille élève des vaches et possède un grand élevage bovin dans la région du Montana. Le « Lykos Ranch » comporte de nombreux loups dont le grand-père et la grand-mère d’Indiana, Karl et Amber Teller sont les dirigeants, les loups-alpha. 
Les loups-garous ne sont en fait qu’une facette de la population surnaturelle qui hante le monde des humains : il y a des elfes, des fées, des sorciers et sorcières, des vampires et des semis. Les semis sont des humains mordus par des loups-garous qui deviennent alors chaque nuit de pleine lune des monstres à moitié loup et à moitié humain, friands de ces derniers.
Le père d’Indiana était Benjamin Teller, un loup-garou héritier du clan qui avait commis la « faute» d’épouser une humaine, Jessica Teller. D’abord hostiles à cette union, Karl et Amber se sont ravisés lorsqu’ils ont découvert lors de la naissance d’Indiana que Jessica avait un don très particulier : elle était une rebrousse-temps. Un être humain capable de remonter le temps jusqu’au jour de sa naissance. Le clan s’est alors servi de Jessica comme d’une arme permettant de découvrir des secrets. Jessica s’était alors investie complètement dans son don et Benjamin commença à détester son fils, âgé de deux ans, car sa naissance avait été le déclencheur du don. En plus, Indiana n’était même pas un loup-garou, les gènes de sa mère compromettant son héritage lupin. Un soir, Benjamin tenta de tuer son fils et Jessica, selon les sources, l’aurait tué avec un couteau d’argent. Depuis, Indiana a été élevé par sa nourrice Nanny, une louve, et Jessica s’est enfermée dans un profond mutisme au Centre, hôpital psychiatrique pour créatures surnaturelles. Le pouvoir de Jessica a évolué et elle est maintenant en mesure de revenir du futur, fait encore plus enrichissant.
Depuis des années, Indiana a l’horrible sentiment d’être inférieur aux autres enfants loups garous que comporte la meute. Un jour, Indiana parvient à battre intellectuellement les loups alors qu’il a treize ans. Les enfants lui flanquent une raclée et le jeune garçon s’enfuit dans le territoire jouxtant celui du Lykos Ranch, territoire appartenant aux semis vivant en paix avec la meute des grands-parents d’Indiana. Ce dernier encontre alors un semi, Axel et sympathise avec lui. Indiana fait un marché avec le semi adulte : Axel entraîne Indiana en échange d’argent. Le jeune garçon passe alors les cinq années suivantes à muscler son corps d’humain. Pour éviter que les traces physiques de son entraînement ne se voient, Indiana se bat régulièrement avec Chuck, un loup-garou de son âge. Durant sa formation, Indiana apprend à se servir d’armes en argent ainsi que de poudre de tue-loup, extrait de la plante du même nom, toxique pour les loups. Indiana apprend aussi les circonstances de la transformation d’Axel : une louve nommée Gemma l’a mordu pour qu’il soit à ses côtés pour toujours mais elle mourut lorsque son chef ordonna sa mise à mort après avoir découvert l’existence d’Axel.
Indiana obtient son diplôme à dix-huit ans et un bal est organisé. Indiana s’y rend au bras de Serafina, louve du même âge au détriment de Ned, l’actuel petit-ami de Serafina. Entre-temps, Indiana a réussi à avoir l’autorisation de partir faire ses études à l’université de Missoula, afin de vivre avec des humains pour une fois. Au bal, Indiana apprend que l’autorité de son grand-père est une fois de plus contestée par Louis Brandkel, un autre chef de meute au visage brûlé depuis le jour où il s’était fait blesser par une humaine alors qu’il l’attaquait. Louis n’est qu’un tyran détestable rêvant depuis toujours d’asservir les humains. Au cours du bal, Serafina embrasse Indiana pensant monnayer une autorisation pour partir du ranch, puis qu’Indiana aurait selon elle les moyens d’influencer ses grands-parents. Indiana s’en rend compte et remet la jeune louve orgueilleuse à sa place. Cette dernière le haïra pour toujours.
Pour son départ, Indiana dit au revoir à sa mère au Centre mais elle ne le remarque pas. Toutefois, Indiana a cru discerner une lueur de santé mentale dans le regard de sa mère. Juste avant son départ pour sa nouvelle résidence à Missoula, Indiana est convoqué par Karl et Amber qui lui pose un ultimatum : ne pas tomber amoureux d’humaines ! Selon ses grands-parents, il ne faut pas que les gènes lupins de leur famille soient de nouveau « souillés » par des gènes humains. À contrecœur, Indiana accepte et promet. Arrivé à Missoula, Indiana est stupéfait par la multitude d’humains maladroits que compte la ville. Il s’installe dans une nouvelle maison avec Nanny. Le jeune homme va à l’université et à peine arrivé, tombe sur une fille intrigante : brune aux yeux vert-gris, dégageant un magnétisme. Indiana est attiré par elle et la renifle, un réflexe de loup…
Après cet accident (Indiana tombe complètement sur la jeune fille), les trois jeunes gens font connaissance : en effet, la jeune fille Katerina O’Hara est accompagnée de Tyler Brandkel, le fils du rival du grand-père d’Indiana. Immédiatement les deux jeunes hommes se vouent une haine réciproque que ne remarque absolument pas Katerina. Les trois jeunes sont dans la même classe et forment rapidement un trio inséparable au cours des quelques mois qui passent à l’université. Après avoir vainement tenté de se voiler la face, Indiana admet en lui qu’il est tombé amoureux de Katerina. Il ne pense qu’à elle et se rend malade en songeant que les loups la tuerait si elle apprenait un jour le secret de la meute. Entre-temps, Indiana se rend compte que chez les humains, contrairement à chez les loups, il n’est absolument pas insignifiant.
Si Tyler étale son argent (son père est presque aussi puissant que Karl) au grand dam d’Indiana, celui-ci le cache, ne parle jamais de sa famille et se fait extrêmement discret. Un jour, Indiana revend son 4x4 pour une voiture branlante et sans intérêt, cette action plait à Katerina qui accepte de partir chaque matin avec Indiana pour aller à l’université (à noter qu’il y a quelque loups à l’université, dont une du nom de Loly Broke). Un jour, Indiana part prendre Katerina et prend conscience de la vie de sa dulcinée : sa mère est morte le jour de l’anniversaire de sa fille, son père revient de la guerre et a sombré dans l’alcoolisme et la jeune fille est obligée de travailler le soir dans un restaurant pour gagner un peu d’argent. Sur le trajet vers l’université, Indiana est furieux contre Tyler car il a appris que Tyler avait proposé à Katerina de sortir avec lui et de lui donner de l’argent pour payer ses études. Plus tard dans la journée, Indiana tombe malade et Katerina le ramène chez lui où l’attende Nanny mais aussi Chuck sous sa forme de loup. En effet, après avoir appris que Tyler était aussi à l’université, Karl a envoyé Chuck comme garde du corps. Chuck va alors se faire passer pour un chien de compagnie qu’Indiana amènera en cours (en guise de pot de vin pour l’autorisation, l’université s’est vue offrir un nouveau laboratoire). Après sa convalescence, Indiana retourne à l’université (Chuck tombe amoureux de Loly Broke) et découvre que Tyler a versé cinquante mille dollars au compte de Katerina qui lui en veut à mort. Tyler lui fait alors une déclaration d’amour et Indiana s’en va alors, furieux. Alors qu’il passe sous l’échafaudage à la sortie, ce dernier s’effondre et Indiana utilise pour la première fois son don de rebrousse-temps. Il flotte dans les airs et découvre que Tyler est piégé et blessé sous les décombres en tentant de le pousser au moment de l’effondrement. Indiana se rematérialise sous l’échafaudage formant une voute et prévient par téléphone Louis Brandkel. Chuck se faufile sous les gravats et après quelques efforts titanesques, les trois jeunes sortent en vie.
Le soulagement est de courte durée lorsque Chuck affirme à Indiana que ce n’était pas un accident, quelqu’un a mis du piment et du poivre pour masquer son odeur sur certaines parties de l’échafaudage. Après quelques examens médicaux Indiana, Katerina et Chuck repartent en voiture et devant la maison de Katerina, Indiana cède enfin à la tentation et embrasse Katerina. En rentrant chez lui, Indiana est prévenu par son grand-père que sa mère ne s’éclipse plus (ne se téléporte plus dans le temps) depuis plusieurs jours. Indiana rentre au Lykos Ranch et va au Centre avec Karl (entre-temps, ce dernier a « testé » son petit-fil en ordonnant à Ned de l’attaquer : Indiana a failli tuer Ned avec la dague en argent qu’il porte toujours sur lui). À leur arrivée, Jessica se téléporte avec une telle violence que les loups perdent conscience. Indiana se réveille le premier et sa mère lui parle avec une réelle lucidité, le mettant en garde sur son don qui vient de se réveiller et lui ordonnant de ne jamais en parler à ses grands-parents. Jessica s’éclipse alors et Karl reprend conscience. Sur le trajet du retour, Indiana apprend par son grand-père que l’arrière-grand-père de Katerina a tué son arrière-grand-père Andrew et que pour se venger, la meute a tué l’arrière-grand-père de Katerina en simulant une attaque de chiens sauvages. 
La nuit passe et à son réveil, Indiana découvre Serafina vautrée sur lui et elle l’embrasse avant qu’Indiana ne la repousse. Indiana parle ensuite de l’accident avec ses grands-parents qui l’autorisent à repartir à l’université. Indiana passe prendre Katerina mais elle ne répond pas. Indiana s’avance dans son jardin et découvre avec Chuck que Seamus, le père de Katerina, a mis des pièges à ours en argent ce qui est très étrange. À l’université, la jeune fille ignore Indiana qui apprend par son professeur que Katerina conduisait hier une Mercedes argent, la voiture de Tyler !
Intrigué, Indiana va chez Katerina et cette dernière le reçoit en colère. Indiana comprend alors que Chuck l’a photographié au moment où Serafina l’embrassait et qu’il a envoyé la photo à Katerina. Tout ceci faisant partie d’un complot visant à le séparer de sa chère et tendre. Katerina met alors Indiana dehors. En rentrant chez lui, Indiana accueille Chuck avec un coup de poing assommant le jeune garçon. Indiana se rend alors compte qu’avec ça, il n’a pas demandé à Katerina pourquoi elle conduisait la voiture de Tyler. Indiana revient chez Katerina mais c’est Seamus qui l’attend. Avec un fusil braqué sur le jeune garçon…
Seamus, soul, menace Indiana, affirmant qu’il ne veut pas d’un loup-garou sur ses terres. Pour lui prouver qu’il n’est pas un loup, Indiana se coupe pour montrer qu’il ne possède pas de pouvoir de régénération. Indiana comprend qu’un loup mystérieux (probablement à la solde de Brandkel) a révélé à Seamus que la famille d’Indiana a tué son grand-père. Indiana part dans la forêt et parvient à utiliser son don. Il remonte dans le temps et voit la scène avant l’effondrement de l’échafaudage. Il voit donc que c’est Seamus qui a mis du piment et du poivre sur la structure. Indiana revient dans le présent et en conclut que le loup mystérieux qu’a vu Seamus lui a fait croire qu’Indiana était un loup-garou au même titre que les autres membres de sa famille afin que le père de Katerina provoque l’effondrement, ignorant qu’Indiana n’y survivrait pas. Indiana rentre chez lui et explique la situation à Nanny et Chuck. C’est à ce moment qu’arrive Axel le semi qui apprend à Indiana qu’il était chargé de sa surveillance et que ses grands-parents étaient au courant de son entraînement depuis toutes ces années. Indiana explique après cela qu’il faut protéger Seamus afin d’obtenir son témoignage dans le procès de Louis Brandkel. Indiana est alors appelé par Katerina, la jeune fille terrifiée, affirmant que son père lui tirera dessus si jamais elle retournait chez elle. Indiana rejoint Katerina et la confie à Tyler, ce dernier s’étant remis de l’accident.
Indiana va chez Seamus où sont déjà Chuck et Nanny. Mais Chuck informe Indiana qu’il a patrouillé sous sa forme de loup mais que Seamus, loin d’être apeuré, a réagi comme quelqu’un qui voit un très gros chien. C’est alors qu’un semi transformé attaque le trio : Chuck est blessé et Nanny assommée. Indiana se bat avec le semi à l’aide de sa dague et de ses shurikens et de sa poudre de tue-loup et parvient à faire tomber le monstre dans l’un des pièges à ours de Seamus qui surgit et tue le semi avec son fusil. Nanny et Chuck sont soignés. Nanny tombe alors sous le charme de Seamus. Indiana demande à ce dernier pourquoi il n’a pas reconnu Chuck comme un loup-garou. Le trio comprend alors que ce que Seamus a décrit comme un loup-garou (celui qui l’a rencontré) était en fait un semi. Nanny se transforme alors, montrant à Seamus son erreur.
Seamus, escorté par Indiana, Chuck et Nanny, rejoint sa fille et comme lui a demandé Indiana, ne dit pas un mot sur les loups, sinon Katerina serait en danger. Dave, l’adjoint de Karl, arrive et prend les choses en main. Indiana assure à Katerina qu’elle n’a rien à craindre et que sa famille va s’occuper de tout. Seamus part alors au Lykos Ranch car il va devoir témoigner contre Louis Brandkel en compagnie de Karl, Indiana et Axel. À peine arrivé et après une discussion avec Ned qui se plaint de Serafina, Indiana apprend que Katerina s’est enfuie et sachant où Indiana habite parce qu’il lui a dit qu’il habitait à côté de son ancienne propriété, la jeune fille va à toute vitesse au Lykos Ranch, se doutant qu’il y a quelque chose de louche dans cette histoire. Au Lykos Ranch, le procès se prépare et finalement, Katerina est appréhendée par les loups de Louis et ramenée au bureau de Karl qui s’y trouve avec Indiana.
Katerina, après le départ de Louis et de ses deux gardes les deux Jim, se retrouve face à Indiana et Karl. Les deux hommes sont contraints de révéler la vérité à Katerina : pour cela Karl se transforme devant la jeune fille qui manque de s’enfuir, terrifiée. Elle finit par se calmer et à prendre la mesure de la gravité de la situation. En effet, il devient clair qu’un coup d’État se prépare. Le procès est organisé dans une arène avec uniquement que des loups. Louis est interrogé, Seamus témoigne et finalement, Karl demande à Louis s’il a tenté de tuer Indiana. Louis répond oui et c’est à ce moment que tout se déclenche : la moitié des loups de l’arène dégainent des revolvers alors qu’il n’était pas censé être aussi nombreux et presque tous les juges sont tués par les balles d’argent. En fait, seul Karl et quelques autres se relèvent car Jessica avait prévu cet événement et recommandé des robes faites dans un tissu pare-balle. Le combat entre Karl et Louis s’enclenche et Indiana tente de rejoindre Katerina et Seamus, de l’autre côté de l’arène. Soudain, Serafina l’en empêche et Indiana comprend enfin que c’est la jeune louve la traîtresse : c’est elle qui a poussé l’échafaudage, Seamus l’avait juste dévissé et qui a donné des informations à Brandkel en échange d’un statut de louve alpha au moment où il prendrait le pouvoir. Indiana parvient à se libérer de Serafina en lui cassant le nez et à rejoindre Katerina et Seamus. Le trio s’apprête à partir mais Louis a triomphé de Karl qui git, à moitié mort.
Les loups renégats emprisonnent les loups restants et Louis ordonne à Tyler de tuer Indiana mais Louis se rend compte de la valeur d’Indiana et organise un combat entre Tyler et Indiana. Les deux jeunes gens se battent et Tyler est sur le point d’achever Indiana lorsqu’Axel surgit, accompagné de sa meute de semi qui a accepté de se joindre au combat. La situation est renversée et Indiana, Katerina, Seamus, Chuck et Dave qui porte Karl encore vivant, retournent au manoir. Avec Amber, le groupe prévoit de s’enfuir dans un souterrain mais Indiana revient au manoir. Il y est trouvé par l’un des deux Jim et parvient à utiliser son don de rebrousse-temps pour réapparaitre derrière le loup et le tuer. Indiana s’évanouit et se réveille quelques jours plus tard : Louis est vaincu et a fui mais Indiana découvre quel était le véritable plan de Brandkel : il a enlevé la mère d’Indiana. En effet, pendant le combat, un autre groupe de loups renégats s’est introduit au Centre et a kidnappé la rebrousse-temps. Indiana a alors une idée de génie : il décide de révéler à toute la population surnaturelle que Brandkel a une rebrousse-temps (en effet, les rebrousse-temps sont extrêmement convoités). Brandkel a alors la vie dure. La guerre des clans vient de débuter…

### Lune d'été
Deuxième tome de la série, ce roman a été publié le 29 mars 2012 aux éditions Michel Lafon.
Dans les interminables plaines du Montana s'étend le Lykos Ranch. Alentour, les voisins sont loin de se douter que ses occupants sont les membres de l'un des clans de loups-garous les plus puissants d'Amérique du Nord. Parmi eux, un seul humain à sa place : Indiana Teller.
Alors qu'Indiana se remet à peine de l'enlèvement de sa mère, le père de sa petite-amie Katerina est sauvagement agressé, laissé à moitié mort. Une seule certitude : cette attaque n'est pas d'origine humaine. Le jeune homme est prêt à tout pour découvrir l'auteur de cet ignoble crime. À moins qu'il ne s'agisse d'un complot visant à l'éloigner des siens... et à détruire ce qui l'unit à celle qu'il aime ? Entre une nouvelle menace vampire et les haines qui déchirent les clans, Indiana à plus que jamais besoin de ses dons de rebrousse-temps pour élucider ces mystères. Saura-t-il maîtriser ce pouvoir capricieux ? Et comment protéger Katerina de ces sombres machinations ? Car la nuit, tous les loups sont gris, et un traître pourrait bien se cacher parmi eux...

### Lune d'automne
Troisième tome de la série, ce roman a été publié le 14 mars 2013 aux éditions Michel Lafon.
Dans les interminables plaines du Montana s'étend le Lykos Ranch. Alentour, les voisins sont loin de se douter que ses occupants sont les membres de l'un des clans de loups-garous les plus puissants d'Amérique du Nord. Parmi eux, un seul humain à sa place : Indiana Teller.
Katerina est dans le coma depuis sa transformation en semi par Tyler Brandkel, le grand rival d'Indiana. Pour protéger Katerina, Indiana l’emmène en secret dans une grotte isolée à l'aide d'Axel, le semi, et de Chuck, le loup-garou, mais pendant ce temps Lord John, un vampire qui est contre le fait qu'Annabelle la SangVol dirige le Fléau des vampires, réveille Mordred le premier vampire, fils d'Arthur, prétendument tué par Excalibur, l’épée légendaire. Indiana devra mêler vérité et mensonge pour venir à bout d'un énorme complot, si bien que Tyler  passera presque au deuxième plan... Sauf que ce dernier ne renoncera pas si facilement à Katerina et qu'il mettra Indiana dans une position si complexe que ce dernier devra lutter contre deux sortes d'amours que ce soit pour sa mère ou pour Katerina. Sans oublier qu'Indiana va se faire un nouvel ami puissant qui lui permettra de lutter contre la sombre menace de Tyler... jusqu'au prochain tome !!! Oserez-vous défier les lois du clan ?

### Lune d'hiver
Quatrième tome de la série, ce roman a été publié le 27 mars 2014 aux éditions Michel Lafon.
Dans les interminables plaines du Montana s'étend le Lykos Ranch. Alentour, les voisins sont loin de se douter que ses occupants sont les membres de l'un des clans de loups-garous les plus puissants d'Amérique du Nord. Parmi eux, un seul humain à sa place : Indiana Teller.
Indiana est dans une situation difficile : sa mère est retenue prisonnière par le clan Brandkel, meneur des rebelles, dont le chef, Tyler Brandkel, son pire ennemi, menace de la tuer en échange de sa libération. Toujours épaulé par sa petite amie semi Katerina et par l'épée magique Excalibur, ainsi que par Annabelle la SangVol, reine des vampires, et de son ami Axel, le semi devenu vampire, le jeune homme décide de faire selon la volonté de Tyler, mais projette de lui retirer ses biens financiers pour lui lier les mains. Malheureusement, à ce moment-là, le loup-garou renégat disparaît subitement de sa cellule dans les cachots des vampires. Une seule explication : un sorcier extrêmement puissant est à l'œuvre. Un autre évènement confirme cette hypothèse : un sort mortel est placé à proximité du Lykos Ranch, menaçant d'atomiser le QG de la meute Teller. 
La pluie de calamités qui s'abat sur Indiana ne semble jamais devoir en finir> En effet, lors de son retour au ranch, des louves jalouses de Katerina (qui est une semi, donc méprisée par les loups-garous) lui jouent un sale tour en faisant croire à sa petite amie que le jeune humain ne l'aime plus. Brisée par la douleur, Katerina s'enfuit et retourne à Missoula pour finir ses études, suivie par Indiana, furieux que sa bien-aimée ait pu croire à une ruse aussi grossière. Malheureusement pour lui, le rebrousse-temps est enlevé magiquement lors d'une réunion avec sa petite amie, et se retrouve prisonnier de ses ennemis. Seul au milieu de la magie noire et des complots obscurs, Indiana trouvera-t-il un moyen de préserver tous ceux qu'ils aime... et la planète entière ?

## Personnages

### Les rebrousse-temps
- Indiana Teller : héros du roman, fils de Benjamin Teller et de Jessica Jenkins.
- Jessica Teller : mère du héros. Jessica Teller, née Jenkins s'est mariée avec Benjamin Teller, ce qui est mal vu des loups-garous, mais pas encore une règle.  À son accouchement, son don se révéla et Jessica fut utilisée par le clan Teller. Benjamin ne le supporta pas et tenta un soir de tuer son fils Indiana. Jessica tenta de l'empêcher et fut plus tard accusée de l'avoir tué à la place d'Amber Teller. Depuis, Jessica est devenue folle et a été enfermée au Centre. Sa folie est en fait une comédie et, à la fin du premier tome, elle est capturée par le clan Brandkel. Dans le second tome, elle est toujours prisonnière et, à la fin, elle s'éclipse et fait parvenir à son fils un message stipulant qu'il ne peut pas la récupérer tout de suite. À la fin du troisième tome, Tyler l'a en otage et menace Indiana de la faire exécuter...

### Les loups-garous
- Tyler Brandkel : fils de Louis Brandkel. Tyler a été élevé très durement par son père avide de pouvoir. Dans le premier tome, Tyler est à l'université et tombe amoureux de Katerina. Une fois à la tête de sa meute, il est le pire ennemi de Indiana, pire que son père, c'est un ennemi très dangereux.
- Karl Teller : fils d'Andrew Teller, mari d'Amber Teller, frère de Joe Teller et beau-frère de Jane Teller, père de Benjamin Teller et grand-père d'Indiana Teller.
- Amber Teller : épouse de Karl Teller, sœur de James Teller, Jared Teller, Sara Teller et Cherry Teller, mère de Benjamin Teller et grand-mère d'Indiana Teller.
- Serafina : jeune louve orgueilleuse et pourrie gâté. Ennemie de la meute car s'étant allié à Louis Brandkel.
- Louis Brandkel : père de Tyler Brandkel. Ennemi principal des deux premiers tomes avant d'être tué par son propre fils. À une cicatrice le défigurant à la suite d'une blessure par le feu.
- Chuck : jeune loup très gros et principal ami d'Indiana.
- Jane "Nanny" Belirus : louve Bêta stérile. A pris soin d'Indiana Teller en devenant sa nourrice.
- Seamus O'Hara (loup artificiel) : Père de Katerina O'Hara. Alcoolique mais sobre dans le deuxième tome. Il est gravement blessé au début de ce dernier et est transfusé complètement avec le sang de Nanny et d'Amber ce qui fait de lui un loup-garou artificiel. Les autres loups l'encouragent à se transformer mais cela ne s'est jamais produit.
- Benjamin Teller : Fils de Karl et Amber Teller. A tenté de tuer son fils humain sous l'effet de l'alcool et de la colère. Il fut tué accidentellement par sa mère lorsqu'elle le fit tomber sur un couteau d'argent.
- Dave : adjoint de Karl Teller. Loup Bêta.
- Loly Broke : louve de l'université dont Chuck tombe amoureux.
- Thomas : père de Serafina. A libéré Tyler en apprenant qu'il était le père de son futur petit-fils. À la fin du tome 4, a sombré dans la folie peu après la mort de sa fille et a tenté de tuer Indiana Teller et son grand-père pour prendre le pouvoir et devenir le chef de la meute. A été vaincu par Indiana Teller, récemment devenu un Semi, puis un hybride (il est à la fois Semi, rebrousse- temps, loup garou et humain ; ce qui lui permet de continuer à manier Excalibur sans difficultés). Sera finalement exécuté par Dave en personne pour avoir tué son meilleur combattant et ami.
- Jim et Jim : adjoints de Louis Brandkel. Les deux meurent; un dans le premier tome et l'autre dans le troisième tome.

- Ned : Il a quitté le clan Teller pour le clan Brandkel pour rester avec Serafina dont il est amoureux.
- Indiana Teller : héros du roman, fils de Benjamin Teller et de Jessica Jenkins, il le deviens au tome 4.

### Les SangVols
- Annabelle : Chasseuse de niveau 5, fille de Lord Brandon. Fruit de l'union du vampire avec une humaine qui tomba enceinte pour une cinquantaine d'années. Est devenue une hybride extrêmement puissante.

### Les semis
- Axel FootPrint alias Axel Brown : semi créé par Gemma, une louve qui était amoureuse de lui et espérait le faire accepter ainsi par sa meute. Ami d'Indiana Teller et chef de la meute de semis. Il tombe amoureux d'Annabelle dans le deuxième tome. Et devient un vampire dans le tome 3 à cause de Mordred.
- Katerina O'Hara : semi créée par Tyler. Petite amie d'Indiana. Elle est transformée dans le tome 3.
- Indiana Teller : s'est fait mordre dans le tome 4 par Tyler lors de leur duel.

### Les vampires
- Lord Brandon : vampire millénaire à la puissance sans limite. Son apparition dans la franchise est de courte durée puisqu’il meurt, tué par Annabelle (sa fille).
- May Ling : enquêtrice de l'équipe d'Annabelle. Vampire relativement vieille puisqu'elle peut encore s'exposer au soleil.
- Armand : Chasseur vampire de l'équipe d'Annabelle (il ne peut s'exposer au soleil).
- Erick : Chirurgien vampire de l'équipe d'Annabelle.
- Sam : Chasseur vampire de l'équipe d'Annabelle.
- Mordred: premier des vampires, il est ramené à la vie dans le tome 3, dans le même tome, il est vaincu par Indiana et Excalibur.
- Axel : transformé par Mordred, dans le tome 3.

### Les sorciers
- Dante : sorcier médecin à l'hôpital de Missoula. Aime les expériences et a permis la création du premier loup-garou artificiel.

- Tessa Donahue alias Sylvia : sorcière ; violée, massacré et profité par des humains notamment Sylvio Zelvrer a eu une enfance difficile, a déplacé Tyler Brandkel au cours de son séjour chez les vampires au début du tome 4. A capturé Indiana Teller plus tard dans le livre, voulant le sacrifier pour permettre à Sekhmet (déesse créatrice des sorciers et sorcières) de se réincarner en elle.
- Merlin : le plus puissant des sorciers ; fait son apparition dans le tome 4 en tant que membre du Conclave des sorciers.

## Lexique des espèces surnaturelles

### Achronautes ou rebrousse-temps
Il s’agit probablement des spéciaux les plus mystérieux et les plus rares. Ils ont en effet l’étrange capacité de rebrousser le temps, mais en suivant deux règles immuables : ils ne peuvent voyager que vers le passé, au plus loin le jour de leur naissance, et si leur corps se volatilise lorsqu’ils s’éclipsent, ils ne peuvent le déplacer, devant se rematérialiser exactement à l’endroit où ils l’ont quitté, ce qui fait qu’ils sont très facile à emprisonner. L’unique rebrousse-temps connue au monde est la mère d’Indiana, Jessica Teller, laquelle est également la seule à avoir réussi à voyager vers l’avenir. Au prix de sa raison.. Son fils, Indiana est un achronaute non déclaré.

### Elfes
Insupportables manipulateurs originaires de Grande-Bretagne, les elfes sont fascinés par la beauté, ce qui explique qu’on en trouve essentiellement aux alentours des studios de cinéma ou des agences de mannequins. Véritables caméléons, ils sont capables de « copier » cette beauté et, d’une certaine façon, de s’en nourrir. Ils sont à l’origine de nombreux films de fantasy et travaillent main dans la main avec les vampires afin d’amener petit à petit les humains à accepter l’imminent coming out des races surnaturelles.

### Fées
Dotées de toutes sortes d’ailes, de papillon à scarabée en passant par des ailes d’oiseau-mouche (dont elles peuvent prendre l’apparence), les fées ont la peau dorée et sont originaires d’Écosse ou d’Irlande. Mais elles ne sont malheureusement pas aussi charmantes qu’on voudrait nous le faire croire. Elles possèdent en effet une épine sur chaque main, jaillissant d’au-dessus leurs doigts, et comme si ce n’était pas suffisant, ce dard génère un venin. Dosé par magie, il rend sa victime euphorique… ou la tue. Le seul moyen de s’en débarrasser, si l’on venait à être attaqué, est de leur jeter de la poudre d’ail ou de piment, à laquelle elles sont très intolérantes. Un autre type de poussière est également connu pour être efficace contre elles, la poudre de lune, qui crée une très grande dépendance chez les fées.

### Loups-garous
Descendants directs d’Anubis, le dieu chacal des Égyptiens, ils furent créés pour défendre l’Égypte contre les envahisseurs. Les loups-garous (mais il existe aussi des tigres-garous ou des ours-garous) sont intimement liés à leur nature animale, qu’ils peuvent adopter à volonté sans se préoccuper du cycle lunaire, contrairement à ce que veut la légende. Il n’est pas rare de voir un représentant de cette race peser plus de deux cent kilos, car leur masse ne change pas, qu’ils soient sous leur forme humaine ou non. Outre l’attirail de crocs et de griffes à leur disposition, les garous ont une salive empoisonnée qui transforme les humains mordus en monstres. Excessivement allergiques à l’argent et à la tue-loup qui sont, avec la décapitation, deux des seuls moyens de les vaincre, les loups sont connus pour leurs incroyables capacités de régénération (capacité leur permettant de vieillir au ralenti, le doyen de la meute Teller étant âgé d'un millénaire.

### SangVols
Les Sang Volé, ou SangVols, sont parmi les surnaturels les plus rares, aux côtés des rebrousse-temps. Hybridation prétendument impossible, ils sont les enfants d’un vampire et d’une humaine, dont les grossesses, les plus longues du règne animal, durent une cinquantaine d’années. Gorgés de pouvoir par cette longue gestation et par leur ascendance si particulière, les SangVols sont plus forts, plus rapides et plus puissants que la plupart des surnaturels. N’apparaissant que tous les trois siècles en moyenne, ils sont généralement utilisés comme arme par les vampires pure souche.

### Semis
Ce sont des humains mordus par des garous. Le venin contenu dans la salive d’un pur loup-garou, injecté directement dans le sang, transforme la victime en semi. Plus puissant qu’un loup, plus rapide, plus fou également. La douleur de leur transformation les rend déments : ils attaquent les humains dont ils raffolent et qui constituent la base de leur alimentation. Comme les loups-garous, ils n’ont pour faiblesse que la tue-loup, l’argent et la destruction de leurs cerveaux, toute autre blessure ne les incommodant que temporairement. Parfaites machines à tuer s’ils maitrisent leur soif de sang et les pulsions meurtrières que leur douleur leur inflige, les semis servent souvent de main d’œuvre ou de mercenaires aux loup. Contrairement à ceux-ci, leur incarnation animale n’est pas complète : à mi-chemin entre l’humain et le loup, ils ne peuvent la contrôler, ne mutant que lors des trois nuits de pleine lune mensuelles. Seuls les alpha, puissants chefs de clan alimentés par le pouvoir de tous les semis, peuvent muter à volonté comme de vrais loups-garous.

### Sorciers
Les descendants de la changeante Bastet, qui dans ses excès de colère devient la sanguinaire Sekhmet, sont aussi imprévisibles que leur déesse. Tantôt humains, tantôt félins (et, contrairement aux loups-garous, sans se préoccuper aucunement de leur masse corporelle), les sorciers et les sorcières sont lascifs, profiteurs et globalement feignants. Cependant, ceux qui cherchent à se dépasser réservent de nombreuses surprises. Un sorcier compétent peut en effet mêler magie et technologie pour sauver des vies, devenant un puissant guérisseur, ou encore cacher ce qu’il désire aux regards des autres par le biais de puissants sorts de dissimulation, voire devenir une véritable arme en invoquant de terribles maléfices. Leur magie n’a qu’une seule faiblesse : le sel, qui dissous invariablement leurs sortilèges.

### Vampires
Les vampires sont une race très récente d’un point de vue historique. Né de l’inceste du roi Arthur et de sa demi-sœur Morgane, Mordred, le mort-né, fut ramené à la vie par sa mère délirante. Cependant, le sortilège de résurrection, couplé au puissant rituel de fertilité qui permit sa conception, fit de lui le premier mort-vivant… Un être froid et glacé, capable de se reproduire en transfusant son sang maudit à une victime déjà presque exsangue. Quasi immortels, les vampires sont les plus terrifiants des surnaturels. Dotés d’une force et d’une adresse hors du commun, de même que de la capacité de voler, ils ont également un Charme magnétique qui leur permet d’imposer leur volonté aux humains et d’altérer leur esprit. Ils sont les nettoyeurs des races surnaturelles, s’occupant aussi bien d’effacer les souvenirs de témoins gênants que de neutraliser les spéciaux à l’origine desdits souvenirs. Pour tuer un vampire, il faut frapper en plein cœur. Bien qu’ils soient allergiques à l’argent, comme les garous, il vaut mieux miser sur un pieu en frêne ou en chêne, le sapin étant fortement déconseillé.

## Film
Sophie Audouin-Mamikonian a écrit le scénario du film à partir de mars 2014. Elle est actuellement en négociation avec EuropaCorp la société de Luc Besson pour produire ce premier opus.[réf. nécessaire]